# Sống mãi với thủ đô
Sống mãi với thủ đô là một tiểu thuyết của tác giả Nguyễn Huy Tưởng, được xuất phẩm vào năm 1961 tại Hà Nội.

## Lịch sử
Năm 1954, trong bối cảnh hòa bình tái lập, văn sĩ Nguyễn Huy Tưởng theo đoàn quân kháng chiến trở về Hà Nội. Ông bắt đầu đề xuất một áng văn về thủ đô những ngày đầu kháng chiến nhằm tưởng niệm chiến kiện trường kì vừa qua, cũng là tri ơn những người con Hà Nội đã hiến thân cho một lí tưởng cao đẹp - mà nhiều người trong đó là bằng hữu thân thiết của tác gia Nguyễn Huy Tưởng. Thiên truyện này là tập đầu trong bộ ba tiểu thuyết về chiến kiện kháng Pháp.
— Thụy Khuê Vũ Thị Tuệ, Nguyễn Huy Tưởng, một quan niệm về lòng yêu nước, Hợp Lưu số 46, tháng 4-5 năm 1999
Trong phác thảo sơ khai, ông Nguyễn Huy Tưởng tạm đặt nhan đề Hà Nội liên khu Một hoặc Sống chết với thủ đô, bối cảnh dự định là khu vực Hà Nội những ngày trước và sau sự kiện 19 tháng 12 năm 1946 - thời điểm Hồ chủ tịch ban bố hiệu triệu Toàn quốc kháng chiến. Nguyên mẫu nhân vật chính là những con người bình thường từng sống qua giai đoạn đó, tuy không giữ trọng trách gì nhưng chung niềm đau đáu về sự sinh tồn Hà Nội - nơi chứng kiến cuộc đời họ từ ấu thơ tới trưởng thành, vừa linh thiêng hào hoa vừa bê tha trụy lạc, vừa lãng mạn hùng vĩ vừa huyên náo bần tiện. Nghĩa là, sự hiến thân tranh đấu được coi như nghĩa vụ cao cả để giữ lấy thủ đô và phẩm giá con người. Vậy, Hà Nội coi như tượng trưng cho nhân phẩm và lẽ sống công chính của những con người đã xưng Việt Nam, Hà Nội vùng đứng lên để quốc gia Việt Nam không phải chịu kiếp tôi đòi thực dân thêm nữa.
Trong chủ quan dự định, tác gia Nguyễn Huy Tưởng muốn đây phải là thiên hùng ca về Hà Nội trong một giai đoạn lịch sử oanh liệt, có tầm vóc như Chiến tranh và hòa bình hoặc các thi phẩm ái quốc Louis Aragon bấy giờ được ngưỡng mộ trên khắp thế giới cũng như trong các phong trào giải phóng dân tộc. Về mặt khách quan, tác giả muốn kế tục thành công của những Đêm hội Long Trì (1942), Vũ Như Tô (1943), An Tư công chúa (1944), Những người ở lại (1948) trong mảng đề tài chính luận, hay là về Hà Nội.
Tuy nhiên, thời kì cuối thập niên 1950, khuynh hướng văn nghệ cánh tả bị chính quyền đương thời ngờ vực. Ngay khi diễn ra vụ Nhân văn Giai phẩm, bản thân Nguyễn Huy Tưởng lâm vào diện tình nghi. Vì thế, theo nhận định của phê bình gia Thụy Khuê Vũ Thị Tuệ, sự hoang mang lo sợ khiến Nguyễn Huy Tưởng ngập ngừng trong vấn đề soạn tiếp thiên truyện này. Năm 1960, ông công bố tập truyện phim Lũy hoa với nội dung là cuộc chiến đấu của những người con Hà Nội trước thềm 30 Tết Nguyên Đán, nhân vật chính cũng là các nhân vật có trong cuốn tiểu thuyết mà sau ông đặt lại nhan đề là Sống mãi với thủ đô, để lí tưởng hóa một thời oai hùng. Cũng theo bà Thụy Khuê, trong không khí ngột ngạt của cuộc đấu tố văn nghệ, ông Nguyễn Huy Tưởng cho ấn hành Lũy hoa nhằm thăm dò thị hiếu chính quyền và công chúng. Tuy nhiên, ngay năm đó tác giả mất vì bạo bệnh khiến tập tiểu thuyết bị bỏ lửng, mà theo văn sĩ Nguyễn Tuân, các nhân vật đều còn ở phôi thai ý tưởng và các sự kiện chưa được nhuận sắc. Năm 1961, tập thủ cảo được Nhà xuất bản Văn Học ấn hành, có thêm bài bạt của ông Nguyễn Tuân.
| “                                                                                | Tiểu thuyết 'Sống mãi với thủ đô' và kịch bản phim truyện 'Lũy hoa' đều trực diện tả cuộc chiến đấu quyết tử của Hà Nội vùng lên đêm 19 tháng 12 năm 1946. Trong năm 1958 truyện dài viết xong một nửa, gác lại đấy, mà đi viết sang kịch phim xong năm 1959. Tức là kịch bản phim truyện viết chen vào tiểu thuyết 'Sống mãi với thủ đô'. Bốn tác phẩm kịch nói kịch phim truyện dài đều bừng bừng cháy lên cái lửa lịch sử của Hà Nội, và cũng bừng bừng cháy theo lên cái tình của một con người văn sĩ thủ đô. Ở một nhà văn nhất là văn ta, đây cũng là một điều đáng biết đến, khi chúng ta thấy rằng Nguyễn Huy Tưởng đã nhiều lần hoài bão đề tài thủ đô. Mang nặng một đề tài và chủ đề mỗi lần có khác đi, Nguyễn Huy Tưởng đã thai nó sinh hạ nó lên giấy, có lần đẻ non, có lần đủ tháng, lại có lần đẻ rơi, chết rồi mà đứa con tinh thần vẫn lọt lòng và có đứa lại nửa đời nửa đoạn như truyện 'Sống mãi với thủ đô' đây. Tôi có lúc phải nghĩ vớ vẩn rằng giá mà Nguyễn Huy Tưởng được như cái anh trong truyện thần thoại tự mình rút dây ở cuốn chỉ số mệnh mình, rút đến đâu là thêm sự giảm thọ đến đấy và sẽ rút cho đến cái đầu mối cuối cùng tức là chết, giá mà Nguyễn Huy Tưởng biết mình đang rút đến gần cái đầu mối cuối cùng cuốn chỉ, thì tôi tin rằng nhà văn Nguyễn Huy Tưởng không bao giờ lại đi quơ sang truyện phim mà bỏ trơ lại đấy lũ nhân vật 'Sống mãi với thủ đô' hữu sinh vô hậu của mình. Tôi gấp lại tiểu thuyết 'Sống mãi với thủ đô' chưa đáng phải gấp lại. Thấy tủi tủi cho lũ nhân vật tiểu thuyết kia đang ngơ ngác giữa cái ngã tư nghệ thuật như là đang ngóng chờ sự chỉ đường nào của một bạn công an cảnh giới trật tự. Bên ngọn đèn đêm mà đề tựa sách cho một nhà văn đã lên đường rồi, nghe rúc nhịp còi dồn toa tàu ga Hàng Cỏ, tôi như nghe thấy những tiếng lao xao của một đám hành khách bị nhỡ tàu. Mà những linh hồn nhỡ tàu đó nhìn lại thì cũng chỉ là cái bọn nhân vật đã lấy vé rồi của Nguyễn Huy Tưởng. | ” |
| — Nguyễn Tuân, trích bạt Sống mãi với thủ đô, Nhà xuất bản Văn Học, Hà Nội, 1961 | |   |

## Nội dung
Nguyên bản gồm 24 chương, tác giả đứng ở vị trí người kể và chiêm nghiệm, nhưng toàn trứ tác tiến triển chủ yếu theo góc nhìn của nhân vật giáo sư Trần Văn. Số lượng nhân vật đông đảo, thuộc mọi địa vị trong xã hội Hà Nội với nét ứng xử rất đặc trưng.
Sự kiện
- Bãi công chợ Đồng Xuân
- Lính mũ đỏ Pháp tấn công nhà thông tin Tràng Tiền
- Thảm sát ngã ba phố Hàng Bún - ngõ Yên Ninh[3][4]
- Hồ chủ tịch ban lời hiệu triệu Toàn Quốc Kháng chiến
- Đột kích tư dinh tướng Morlière
- Trận ga Hàng Cỏ
- Trận bốt Hàng Đậu
- Trận cầu Long Biên
- Trận Bắc Bộ phủ
- Trận bưu điện Bờ Hồ
- Vụ chiếm nhà sofa

Nhân vật
- Giáo sư Trần Văn
- Ông Nguyễn Quốc Vinh
- Chị Oanh
- Cô Quyên
- Nhật Tân
- Tân
- Vi Dân
- Cô Nhân
- Ông Hồng Lưu
- Văn Việt
- Thu Phong
- Vũ Minh
- Cậu Phúc
- Cô Lan
- Cô Hương
- Cô Hiền
- Mộng Xuân
- Anh Nguyễn Gia Định
- Chú Nguyễn Phúc Lai
- Ông Phùng Gia Lộc
- Ông Cự Lâm
- Sinh
- Dung
- Bảo
- Quý
- Hai
- Cô Phượng
- Trinh
- Bao
- Tu
- Long Đen
- Tuyết
- Toàn
- Đỗ

## Văn hóa
Trong mấy thập niên sau khi công bố, thủ cảo tiểu thuyết Sống mãi với thủ đô được coi là một trong những cứ liệu xác đáng nhất về bối cảnh Hà Nội giai đoạn đầu thế kỉ XX với những phong tục tập quán rất đặc thù. Hơn nữa, do tập bản thảo còn chưa qua hiệu đính nên vô tình ghi lại khá đúng lối văn ngôn Hà Nội và Bắc Bộ đương thời.
Tác phẩm làm nền cho nhiều kịch phẩm và phim truyện về Hà Nội thời đầu Toàn quốc kháng chiến. Năm 1996, thủ cảo này được dựng thành phim truyền hình, số phận các nhân vật được kịch tác gia phát triển thêm, sau đó lại có phim Hà Nội mùa đông năm 46 dựa theo một phần tiểu thuyết này.
| “ | [...] 'Sống mãi với thủ đô' không phải là cuốn tiểu thuyết viết về cuộc chiến đấu oanh liệt của Trung đoàn Thủ đô những ngày cuối cùng năm 46, như nhiều người lầm tưởng. Ngược lại, trong tác phẩm, người đọc hầu như không thấy sự hiện diện của Trung đoàn Thủ đô, mà chỉ thấy những người dân vừa xung vào tự vệ, súng chưa biết cầm, chưa kịp học nạp đạn. Những người tự vệ chưa hề biết đánh nhau, đã phải đơn phương, bảo vệ những chốt điểm, mà bộ đội chính quy đã âm thầm rút khỏi Hà Nội. Một Bắc bộ phủ không người, một hiệu triệu, một truyền đơn, một mệnh lệnh chiến đấu đến từ xa, từ những người vắng mặt. Hà Nội bỏ ngỏ, hầu như không có người chỉ huy, không thấy người chỉ huy. Hà Nội không hào hùng, như trong các bài hát, mà lầm lũi trong u tối, lo sợ. Hà Nội đắng cay, tủi nhục. Hà Nội lam lũ tản cư. Hà Nội hôi của. Hà Nội chém chó. Hà nội tự vệ ô hợp. Hà Nội không biết đánh nhau. Hà Nội không có súng ống. Hà Nội không biết bắn súng. Hà Nội được lệnh đào hầm. Hà Nội loạng choạng trong đạn lạc. Hà Nội đem con bỏ chợ. Con gái Hà thành đi cứu thương: [...] (trang 167). Con trai cũng không khá hơn: [...] (trang 175). Vậy mà Hà Nội đã tuyên chiến. Hàng trăm bộ mặt khác nhau của người Hà Nội, được phác họa như thế. Nhưng có thể nhận diện được bóng hình Nguyễn Huy Tưởng qua nhân vật Trần Văn. [...] Những hoàn cảnh khi khôi hài, khi bi đát chồng chất lên nhau. Mỗi người là một bi kịch riêng tư, một nỗi lo âu khác biệt, một sự đổi hướng từng giây từng phút. Kẻ theo kháng chiến thuyết phục người đứng ngoài và kẻ ở ngoài phê bình người cầm súng. Kính trọng độc giả, ông không chỉ trước cho biết, ai đắt giá hơn ai, ông giữ khoảng cách với quan niệm chính-tà, ta-địch và ông để độc giả tự nhận thức. Nói khác đi, Nguyễn Huy Tưởng để nhân vật thoát khỏi tay mình, họ có quyền tự do suy nghĩ, tự do phát biểu và hành động độc lập. Nếu dùng chữ của Bakhtine, thì có thể nói 'Sống mãi với thủ đô' là một tác phẩm đa âm, theo đúng nghĩa của nó, tức là tác giả không đứng trên lập trường cách mạng để tạo ra nhân vật, cũng không dựa vào sự chủ quan của mình để sáng tác, mà ông giữ vai trò nhạc trưởng điều khiển một bản giao hưởng, trong đó mọi âm giai trầm bổng xen kẽ nhau, tác động lên nhau, trong cảnh đời chìm nổi. Tác phẩm viết về kháng chiến, ở thời điểm Nhân văn Giai phẩm, nhưng không ca tụng kháng chiến mà nói lên cái thất bại của chiến tranh, cái thất bại của sự chủ chiến. Tác phẩm vén màn lên những cay đắng của những người lính tự vệ ngơ ngác bị bỏ rơi, cầm cuốc xẻng xông vào địch thủ có đội ngũ với võ khí tân kỳ. Nhà văn soi ánh sáng vào những hành động đáng ngờ của bộ chỉ huy, những quyết định bí mật đảng bộ, gạt những người chiến đấu không có chân trong Đảng ra ngoài. Dường như có chủ trương bí mật để quân tự vệ, không có kinh nghiệm đánh nhau, ở lại đương đầu với Pháp: dùng tự vệ làm lá chắn cho bộ đội chính quy rút lui. Nhà văn soi ánh sáng vào những chỗ đáng ngờ ấy, vào những xác chết Pháp Việt, vào những bức tường đục nham nhở, vào số phận bọt bèo của những cụ già, phụ nữ, trẻ thơ chạy loạn, lạc mẹ, lạc nhà. Sống mãi với thủ đô tìm hiểu mọi hành động của con người, tìm hiểu mỗi lựa chọn của cá nhân dù hùng hay hèn, dù hay hay dở, phải hay trái, dường như đều có những lý do sâu xa. [...] Về mặt kỹ thuật Nguyễn Huy Tưởng ghi lại cục diện cuộc chiến trong thành Hà Nội qua những tài liệu chính xác. Cuộc chiến bày ra không có gì là hoành tráng, ở đây là kháng chiến cuốc xẻng, kháng chiến đục tường, chặt cây, tự vệ cảm tử với những phương tiện thô sơ nhất mà lòng người thì không hề hợp nhất: những Diên Hồng, những Bình Than chỉ là ảo ảnh của lịch sử, chỉ có trong trí tưởng tượng của con người. [...] Hà Nội chở những thói tật của toàn dân: ngay trong những lúc ngặt nghèo nhất, dân Việt vẫn tranh giành thua đủ, tranh nhau vì một cái lỗ trong tường. Tranh giành giữa các lực lượng Vệ quốc quân, Công an và Tự vệ. Tình cảnh này trở lại 29 năm sau, trên bãi biển Đà Nẵng: dày xéo nhau để chiếm chỗ lên tàu. Dân mình đầy tính đố kỵ. Ai cũng muốn cướp lấy độc quyền yêu nước. Cách làm ăn tài tử, luộm thuộm, hiếu kỳ, lộ ra trong mọi trường hợp: [...] (trang 288). Sự phân chia giai cấp, gây phân hoá trầm trọng trong hàng ngũ những người chiến đấu: [...] (trang 75). Lệnh theo dõi những người ngoài Đảng đã manh nha. Những thành phần trí thức tiểu tư sản dù có hết lòng cũng chỉ là những kẻ ngoại cuộc, chưa thể tin dùng. [...] Hà Nội trong trận chiến thủ đô chỉ là một chốt mốc, một tọa điểm để Nguyễn Huy Tưởng thu gọn tình hình đất nước và mô tả bản chất người Việt trong chiến tranh chống Pháp: tình thế ấy và bản chất này là một thực tại. Ông đã gián tiếp giải thích tại sao chúng ta thất bại trong mối giao tình giữa người Việt với người Việt. Thông điệp của nhà văn: chúng ta nên sáng suốt hơn, khi nghĩ và viết về dân tộc mình, và phải giữ khoảng cách với những quan niệm diều hâu trong lòng dân tộc. Về những cuộc chiến, kháng chiến hay nội chiến, con người vừa là nạn nhân vừa là thủ phạm. Hiếm hoi là những tác phẩm viết nên được cả hai khía cạnh định mệnh và phi định mệnh ấy. Những nhà văn tầm thường tìm cách minh họa cho một đường lối duy nhất: nếu viết về kháng chiến thì coi người mình là nạn nhân, luôn đứng về phe ta. Rất hiếm nhà văn có thể đạt tới thịt da, cân não của chiến tranh, để tìm hiểu nhân tâm con người. Nguyễn Huy Tưởng là một trong những cây bút đã đạt đến chiều sâu ấy, để biện hộ cho sự sống ông đã không ngại đến gần sự thật tàn khốc, lật ngửa những dối trá của chiến tranh, chạm đến sự thoái hoá của dân tộc. Tác phẩm của ông đã thoát ra khỏi những hào nhoáng của văn bia, văn bài, của lịch sử giản lược và tô hồng. | ” |
| — Thụy Khuê Vũ Thị Tuệ, trích Nguyễn Huy Tưởng, một quan niệm về lòng yêu nước, Hợp Lưu số 46, tháng 4-5 năm 1999 | |   |

| “              | 'Sống mãi với thủ đô' có thể xem là một 'bộ sưu tập' về Hà Nội, Nguyễn Huy Tưởng cùng lúc vẽ ra nhiều bức tranh Hà Nội: Hà Nội truyền thống, Hà Nội hào hoa, Hà Nội lầm than, Hà Nội khói lửa, Hà Nội đau khổ, Hà Nội anh hùng, Hà Nội của chính nhà văn và Hà Nội của nhiều người Hà Nội, nhiều người không phải ở Hà Nội. Nhưng quan trọng nhất là Hà Nội ở điểm thời gian khởi đầu: Khởi đầu của cuộc kháng chiến và khởi đầu của một năm mới. Lựa chọn biến cố Hà Nội trong đêm nổ súng mở đầu cuộc kháng chiến toàn quốc làm tâm điểm, Nguyễn Huy Tưởng đã dựng lại được cả một giai đoạn lịch sử bi tráng và lưu giữ được hình ảnh Hà Nội, không khí Hà Nội trong thời điểm cam go ấy của lịch sử | ” |
| — Lê Thị Dương | |   |

## Liên kết
1. ↑  "Giới thiệu tiểu thuyết Sống mãi với thủ đô". Bản gốc lưu trữ ngày 11 tháng 1 năm 2021. Truy cập ngày 10 tháng 1 năm 2021.
2. ↑  Nguyễn Huy Tưởng 'sống mãi với thủ đô'
3. ↑  Nơi khơi mào toàn quốc kháng chiến 1946[liên kết hỏng]
4. ↑  Tháng 12 trên phố Yên Ninh - Hàng Bún
5. ↑  "Hình ảnh Hà Nội từ tiểu thuyết Sống mãi với thủ đô đến phim Hà Nội mùa đông năm 46". Bản gốc lưu trữ ngày 26 tháng 1 năm 2020. Truy cập ngày 10 tháng 1 năm 2021.

### Tư liệu
- Thụy Khuê Vũ Thị Tuệ (phát thanh RFI): Nguyễn Huy Tưởng, con người và tác phẩm, Giới thiệu tiểu thuyết Sống mãi với thủ đô của Nguyễn Huy Tưởng
- Sống mãi với thủ đô - Sự kiện nhân chứng
- Nguyễn Huy Tưởng với Sống mãi với thủ đô Lưu trữ ngày 13 tháng 1 năm 2021 tại Wayback Machine
- Nhà văn "sống mãi với thủ đô"